# Mikiko Andō
Mikiko Andō (jap. 安藤美希子 Andō Mikiko; ur. 30 września 1992 w Shiroi) – japońska sztangistka, medalistka olimpijska, uczestniczka letnich igrzysk w Rio de Janeiro i Tokio.

## Osiągnięcia
| Rok  | Zawody                      | Miasto         | Miejsce | Kategoria | Wynik  |
| ---- | --------------------------- | -------------- | ------- | --------- | ------ |
| 2009 | Mistrzostwa świata juniorów | Bukareszt      | 9.      | 58 kg     | 169 kg |
| 2011 | Mistrzostwa świata          | Paryż          | 14.     | 58 kg     | 202 kg |
| 2013 | Mistrzostwa świata          | Wrocław        | 7.      | 58 kg     | 207 kg |
| 2014 | Mistrzostwa świata          | Ałmaty         | 8.      | 58 kg     | 208 kg |
| 2015 | Mistrzostwa świata          | Houston        | 7.      | 58 kg     | 213 kg |
| 2016 | Letnie igrzyska olimpijskie | Rio de Janeiro | 5.      | 58 kg     | 218 kg |
| 2017 | Mistrzostwa świata          | Anaheim        | 4.      | 58 kg     | 219 kg |
| 2018 | Mistrzostwa świata          | Aszchabad      | 5.      | 59 kg     | 224 kg |
| 2019 | Mistrzostwa świata          | Pattaya        | 5.      | 59 kg     | 222 kg |
| 2021 | Letnie igrzyska olimpijskie | Tokio          | 3.      | 59 kg     | 214 kg |